# Yeni Malatyaspor
El  Yeni Malatyaspor és un club de futbol turc de la ciutat de Malatya fundat el 1986. Juga a la superlliga turca de futbol.

## Estadi
Juga els seus partits com a local al Nou Estadi de Malatya.